# Электронная медицинская карта

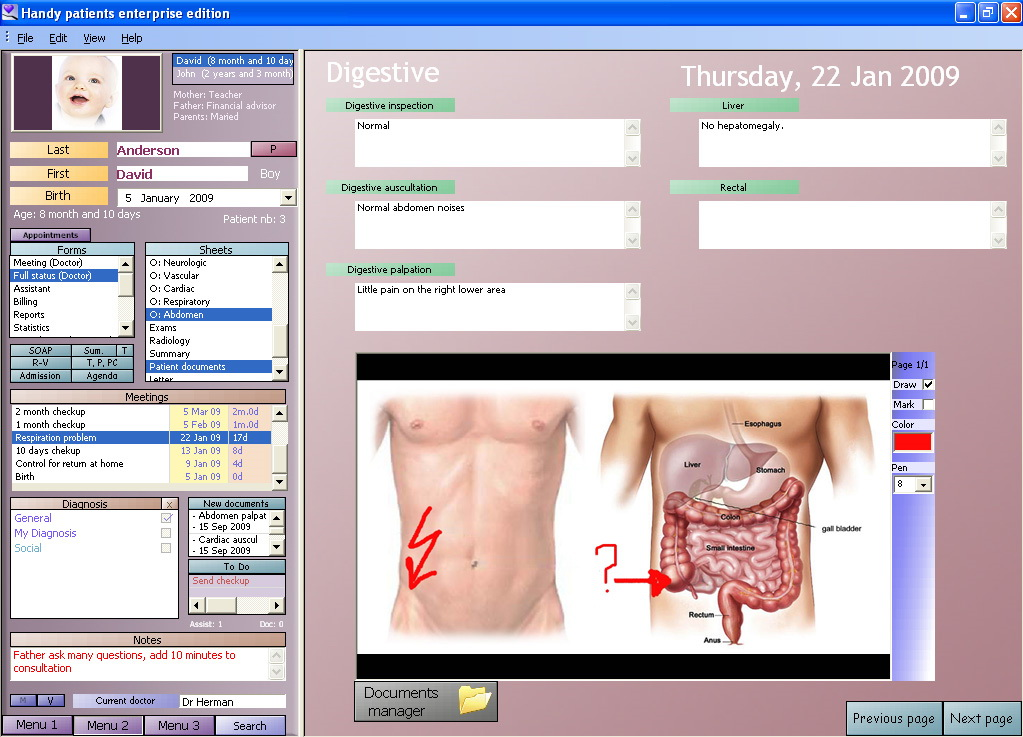
Пример с экраном электронной медицинской карты

Электронная медицинская карта (ЭМК; англ. electronic health record, EHR) — медицинская карта пациента медицинского учреждения в электронной форме.
Также может называться электронной историей болезни, электронным паспортом пациента.

## Применение
Электронная история болезни может использоваться как в поликлинических, так и в стационарных учреждениях, с учётом характера и особенностей оказания медицинской помощи в них. Составляется и хранится в автоматизированной информационной базе данных медицинского учреждения. Карточка содержит электронный носитель, хранящий данные медицинской карты (истории болезней) пациента, информацию о сделанных прививках и его желание стать донором.

## Принцип действия
Электронная медицинская карточка в концепте является единым информационным ресурсом, позволяющим оперировать личными данными пациентов, а также обмениваться такими данными с другими медицинскими учреждениями для составления, учёта и хранения медицинской информации. Медицинская документация (информация) с карточки может передаваться в компетентные организации: страховые компании, органы контроля за предоставлением медицинской помощи, правоохранительные органы и т. д.